# Арткурсив
«Арткурсив» — мистецький часопис  Інституту проблем сучасного мистецтва, заснований у 2009 році.  Відтоді він зазнав чимало суттєвих трансформацій формату й контенту, незмінно залишаючись ретранслятором наукової думки, осередком якої вже 18 років поспіль є Інститут. Головною місією видання є поширення професійних знань про мистецтво й культуру та популяризація їх за межами вузького кола наукової спільноти.
У 2019 році, після кількарічної паузи, редакція «Арткурсиву» представила новий формат мистецького часопису. Його презентація відбулась 25 травня на Київському міжнародному фестивалі сучасного мистецтва Kyiv Art Week 2019
Авторами «Арткурсиву» є дослідники ІПСМ, а також запрошені фахівці у галузі теорії та історії культури і мистецтв. Видання висвітлює найбільш актуальні теми у галузі візуальної культури, культурології, сучасного мистецького процесу та артринок України, а також анонсує культурні події — виставки, артярмарки, аукціони та фестивалі сучасного мистецтва.

## Команда
- Артдиректори: Ігор Абрамович, Ігор Савчук
- Головний редактор — Роксана Рублевська
- Відповідальний редактор — Іван Кулінський
- Літературний редактор — Максим Добровольський
- Перекладач англійською — Ярослава Стріха
- Менеджер проєкту — Вікторія Кулікова
- Дизайн обкладинки — Сергій Святченко
- Дизайн друку — Андрій Шалигін
- Друкарня  — Art Huss

## Історія створення обкладинки
Дизайн серії обкладинок для «Арткурсиву» розробив данський художник українського походження — Сергій Святченко.
«Починаючи нове, як, фактично відбулось цьогоріч з першим номером „Арт-курсиву“, нам потрібен час, колір і світло — найпростіші засоби для створення того, що привертатиме увагу і запам'ятається назавжди», — Сергій Святченко.

Обкладинка для першого номера виконана у комбінованому стилі, що поєднує риси модернізму та мінімалізму.
Ідея «розтягнутого» часу, як дві годинникові стрілки, з'єднані в одну лінію — символізують рух вперед до нових цілей і задач.

Якщо наприкінці року скласти всі обкладинки разом, можна буде побачити стрілки, що показують прогрес часу.
Коли ми запросили Сергія Святченка створити ідею дизайну журналу, ми очікували, що це буде красиво і незвичайно, так, як в його знаменитій серії LESS, яку він створив у 2004 році, і над якою продовжує працювати сьогодні. Його оригінальні LESS кольори, стали частиною і нашого дизайн-концепту. При розробці дизайну видання, ми, передусім, прагнули відповіді митця на питання «що для тебе означає процес творення?» — так описує співпрацю із Сергієм Святченком генеральний директор «Арткурсиву» та директор Інституту проблем сучасного мистецтва Віктор Сидоренко.

## Перший випуск
Перший випуск «Арткурсиву» присвячено темі відродження журналу та артсвіту загалом. У часопису ви зможете прочитати про історію українського мистецтва, нотатки з-за куліс театрів, огляд подій локальних та зарубіжних інституцій, глобальні тенденції у розвитку галерей, ярмарків та інше. Також шукайте у номері матеріал про книги доби авангарду й розлогий коментар Віктора Сидоренка щодо заснування ІПСМ.

## Розповсюдження
«Арткурсив» не є комерційним проєктом, з ним можна ознайомитися у музеях, галереях, культурних центрах, креативних просторах та арткафе. Серед місць розповсюдження: Voloshyn Gallery, Національний музей Тараса Шевченка, бібліотека bOtaN, Український Культурний Фонд, Книгарня «Є» на Лисенка, Кафе «Хармс», музей Ханенків, Аукціонний дім «Золотое Сечение», Pinchuk Art Center, М17 Art Center, видавництво «Art Huss», Invogue Art, Dzyga, готель Holiday Inn, Мистецький Арсенал, Naked Room тощо.